# Villarreal de la Canal
Villarreal de la Canal (Villarreyal d'a Canal en aragonés) es una localidad española perteneciente al municipio de Canal de Berdún, en la Jacetania, en la provincia de Huesca, Aragón. Se sitúa entre las sierras interiores y exteriores del Prepirineo aragonés. Se orienta sobre un breve altozano, en la margen derecha del río Majones, próximo este a verter sus aguas en el Aragón. El desvío arranca de la carretera N-330 –la de Huesca a Pamplona, por Puente la Reina– a los pocos kilómetros de pasar Berdún; hay que torcer a la derecha, frente a la Venta del Veral.

## Historia
El casco urbano de Villarreal de la Canal está incluido entre los conjuntos histórico-artísticos del Camino de Santiago. Las casas miran a la ribera del Majones, por un lado, y a la Canal de Berdún por otro. En 1960-1970, Villarreal se unió con Berdún, Biniés y Martes para formar el nuevo municipio de Canal de Berdún, con capitalidad en Berdún. Había mantenido su independencia municipal desde 1834, después de haber sido merindado, sobrecullida y vereda de Jaca y corregimiento de Cinco Villas. El lugar se halla situado en el límite de la provincia de Huesca con la de Zaragoza, en las estribaciones de la sierra de Orba.
Lugar de realengo, el 14 de mayo de 1324 fue vendido por Jaime II de Aragón a Lope Sánchez de Luna, con la condición de poder recuperarlo en un plazo de veinte años.
Eclesiásticamente dependió del arciprestazgo del Valle de Ansó, y en el siglo XIII tuvo iglesia colegial con dos racioneros, según Durán Gudiol. Perteneció al obispado de Huesca hasta 1571, año en que pasó al de Jaca. Su parroquia está dedicada al Salvador y tiene planta de crucero bajo, con nave rectangular, con dos capillas y testero recto. La puerta de ingreso se abre al sur, bajo atrio, y se cubre con bóveda estrellada. En las afueras se alza la ermita de Nuestra Señora de la Esperanza.
Villarreal de la Canal llegó a contar con 32 fuegos en el siglo XV, y a mediados del XIX Madoz consignó 56 casas, 33 vecinos y 204 almas. En el censo de 1857 figuraba ya con 427 habitantes. Sin embargo, ahora alcanza tan solo los 50 de derecho, pues en realidad es posible que sume bastantes menos.

## Geografía humana

### Demografía
| Gráfica de evolución demográfica de Villareal de la Canal entre 1842 y 1960 |
| |
| Población de derecho según los censos de población del INE Población de hecho según los censos de población del INEEn estos censos se denominaba Villareal: 1842 y 1860 En estos censos se denominaba Villarreal: 1857, 1877, 1887, 1897, 1900 y 1910 Entre el censo de 1970 y el anterior, este municipio desaparece porque se integra en el municipio 22076 (Canal de Berdún) |

## La Canal de Berdún
Se conoce como Canal de Berdún la depresión situada entre los municipios de Jaca y Yesa, y que es recorrida por el río Aragón a la salida de su foz en las sierras interiores del Pirineo. Se trata de la única depresión longitudinal pirenaica importante excavada a lo largo de unos 50 kilómetros, y marginada por altas sierras que se alinean en dirección este-oeste. De entre estas sierras destacan las de Orba y Leire que cierran la Canal de Berdún por el norte y las de Peña Oroel y San Juan de la Peña por el sur.
La Canal tiene una altitud media sobre el nivel del mar entre 600 y 750 metros, contrastando por tanto con las alturas de las sierras que la rodean (en ocasiones más de 1700 metros). Este valle longitudinal ha constituido hasta tiempos muy recientes la única vía natural de comunicación entre los distintos valles pirenaicos. Se trata por tanto, de una zona que ha tenido gran importancia como lugar de paso y comunicación entre valles que tenían pocas posibilidades de hacerlo por zonas más elevadas. Asimismo en la Canal ha sido posible el cultivo de ciertos cereales que no podían ser cultivados en los valles pirenaicos.
Los pueblos que se encuentran geográficamente enclavados en la Canal de Berdún son los siguientes: Alastuey, Arbués, Arrés, Bailo, Berdún, Biniés, Javierregay, Larués, Majones, Martes, Puente la Reina, Santa Cilia de Jaca, Santa Engracia, Somanés y Villarreal de la Canal.

## Fiestas
- 20 de enero: celebración de San Sebastián. Patrón de Villarreal.
- 15 de agosto: fiestas estivales.